# Руб ел Хали
Руб ел Хали (арап. الربع الخالي, прев. Празна четврт) је највећа непрекидна пешчана пустиња на свету, која обухвата већи део јужне трећине Арабијског полуострва. Пустиња покрива око 650.000 квадратних километара (област између 44° 30' - 56° 30'Е. и 16° 30' - 23° 00'Н), укључујући делове Саудијске Арабије, Омана, Уједињених Арапских Емирата и Јемена. Она је део пространије Арабијске пустиње.

## Одлике

### Терен
Дужина пустиње износи 1.000 километара, а њена ширина је 500 километара. Њена надморска висина варира од 800 метара на југозападу до висине нивоа мора на североистоку. Терен је прекривен пешчаним динама са висинама и до 250 метара, са шљункастим и гипсаним равницама. Песак је црвенкасто-наранџасте боје због присуства фелдспата.
Такође се могу наћи и слане равни у неким областима, попут области Ум ал-Самим на источном ободу пустиње. У пустињи Руб ел Хали, песак се простире скоро 200 m испод површине.

### Језерска корита
Средином пустиње издиже се велики број очврслих области калцијум карбоната, гипса, лапорца или глине, које су некада биле плитка језера. Ова језера постојала су током периода од пре 6.000 - 5.000 година и пре 3.000 - 2.000 година. Сматра се да су се језера формирала као резултат „енормних падавина“, сличним данашњим монсунским кишама и највероватније су трајала само неколико година. Међутим, језера у области Мундафен у југозападном делу Руб ел Халија садрже трагове о дужем постојању, до чак 800 година, због повећаног отицања воде из одрона Туваик.
Докази указују на то да су ова језера била станиште различитих представника флоре и фауне. Фосилни остаци указују на присуство неколико животињских врста, као што је нилски коњ, водени биво и дивље говедо. У језерима су такође живели мали пужеви, рачићи, а када када су услови били погодни, и слатководне шкољке. Наслаге калцијум карбоната и опалних фитолита указују на присуство биљака и алги. Такође постоје докази о људској активности које датирају од пре 3.000 - 2.000 година, укључујући и углачаног кременог алата, али никакви људски остаци још увек нису пронађени.

### Клима
Овај регион има врелу пустињску климу која је типична за већу Арабијску пустињу. Овај регион је класификован као „хипер-аридан“, са типичним годишњим падавинама мањим од 3 cm. Максималне дневне температуре достижу у просеку 47 °C, али могу да достигну и до 51 °C.

### Биодиверзитет
Фауна обухвата арахниде (попут шкорпија) и глодаре, а биљке се могу наћи широм Празне четврти. Као екорегион, Руб ал Хали спада у подручје жбунасте вегетације које обухвата Арабијску пустињу и источне Сахаро-арабијске пределе.

### Нафта
Геолошки гледано, Празна четврт је најбогатије нафтоносно подручје на свету. Огромне резерве нафте откривене су испод пешчаних дина. Шејба, која се налази на североисточној ивици Руб ел Халија је главни произвођач лаке сирове нафте у Саудијској Арабији. Ел-Гавар, највеће нафтно поље на свету, налази се на најсевернијем делу Празне четврти.